# Hewittia malabarica
Genre
Espèce
Hewittia malabarica est une espèce de plantes dicotylédones de la famille des Convolvulaceae, originaire des régions tropicales d'Afrique et d'Asie. Ce sont des plantes herbacées grimpantes ou prostrées, aux feuilles alternes simples, dont les tiges peuvent atteindre 3 mètres de long. C'est l'unique espèce du genre Hewittia (genre monotypique).

## Étymologie
Le nom générique « Hewittia » est un hommage à John Hewitt (1880-1961), zoologiste et naturaliste anglais.

## Synonymes
Selon The Plant List (12 juillet 2019) :
- Convolvulus bicolor Vahl
- Convolvulus bracteatus Vahl[3]
- Convolvulus malabaricus L.
- Convolvulus scandens J. König ex Milne
- Convolvulus sublobatus L. f.[3]
- Hewittia bicolor Wight & Arn.
- Hewittia sublobata (L. f.) Kuntze
- Shutereia bicolor Choisy
- Shutereia sublobata (L. f.) House